# Natal'ja Zueva
Natal'ja Vladimirovna Zueva (in russo Наталья Владимировна Зуева?; Belgorod, 10 ottobre 1988) è una ginnasta russa, vincitrice della medaglia d'oro nel concorso a squadre di ginnastica ritmica alle olimpiadi di Pechino.

## Palmarès
- Giochi olimpici estivi

Pechino 2008: oro nel concorso a squadre.
- Campionati mondiali di ginnastica ritmica

2007 - Patrasso: oro nel concorso a squadre e nei concorso 5 funi e 3 cerchi, 2 clavette.
- Campionati europei di ginnastica ritmica

2006 - Mosca: oro nel concorso a squadre.